# Bagno (powiat de Mońki)
Pour les articles homonymes, voir Bagno.
Bagno (prononciation [ˈbaɡnɔ]) est un village polonais de la gmina de Jaświły dans le powiat de Mońki et dans la voïvodie de Podlachie. Il se situe à environ 11 kilomètres au nord-est de Mońki et à 41 kilomètres au nord de Bialystok. 
Le village compte approximativement 40 habitants.